# Abraham-Ignace Bolkman
Abraham-Ignace Bolkman (1704 i Torino – 1772 i Paris) var en fransk maler.
Han havde atelier i Rue des Prouvaires i Paris og blev kendt for dekorative prospekter i rokokostil. I 1752 blev han medlem af Accademia di San Luca i Rom.
Sammen med Jacques de Lajoüe har han bl.a. udført maleriet Elegant selskab (privateje, Spanien), som muligvis er udført for fyrst Victor Amadeus I af Savoyen-Carignan til spisesalen i til Hôtel de Soissons i Paris.